# Heritage Square
Heritage Square (lub Heritage Square/Arroyo) to naziemna stacja złotej linii metra w Los Angeles znajdująca się  przy skrzyżowaniu Pasadena Avenue z French Avenue w dzielnicy Arroyo Seco. W pobliżu znajduje się Heritage Square Museum, od czego pochodzi jeden z członów nazwy.
Heritage Square/Arroyo pierwotnie miała nosić nazwę "French station" od pobliskiej French Avenue, obecna została przyjęta wkrótce po otwarciu. Jest jedną z pięciu stacji w systemie metra w Los Angeles posiadających dwa perony.

## Godziny kursowania
Tramwaje kursują w przybliżeniu pomiędzy 5:00 a 0:15 w nocy.

## Połączenia autobusowe
- Metro Local:81, 83